# 2007-es magyar amerikaifutball-bajnokság
A 2007-es magyar amerikaifutball-bajnokság a harmadik férfi amerikaifutball-bajnokság, melyet a Magyar Amerikai Futball Szövetség írt ki. A bajnokságot első ízben két divízióba osztva rendezték meg, a Divízió I hat csapata játszott a III. Hungarian Bowl címért, a Divízió II kilenc csapata az I. Pannon Bowl kupáért.

## Divízió I

### Alapszakasz
A Divízió I. bajnokságot két hármas csoportra bontva rendezték meg. A Keleti és a Nyugati csoportból is az első 2 jutott be a rájátszásba, ahol a csoportgyőztesek hazai pályán játszottak a másik csoport második helyezettjével. A döntőt Budapesten, a Szőnyi úti Stadionban rendezték meg.

### Keleti csoport
| #  | Csapat                 | M | Gy | V | P+  | P–  | %    | Megjegyzés |
| -- | ---------------------- | - | -- | - | --- | --- | ---- | ---------- |
| 1. | Debrecen Gladiators    | 4 | 4  | 0 | 126 | 54  | 1,00 | Rájátszás  |
| 2. | Budapest Black Knights | 4 | 2  | 2 | 72  | 79  | 0,50 | Rájátszás  |
| 3. | Szolnok Soldiers       | 4 | 0  | 4 | 41  | 106 | 0,00 |            |

### Nyugati csoport
| #  | Csapat             | M | Gy | V | P+  | P–  | %    | Megjegyzés |
| -- | ------------------ | - | -- | - | --- | --- | ---- | ---------- |
| 1. | Győr Sharks        | 4 | 4  | 0 | 134 | 67  | 1,00 | Rájátszás  |
| 2. | Budapest Wolves 2  | 4 | 2  | 2 | 93  | 111 | 0,50 | Rájátszás  |
| 3. | Nagykanizsa Demons | 4 | 0  | 4 | 67  | 116 | 0,00 |            |

### Rájátszás
|  |                                  |                        |           |                             |    |                     |                     |                     |
|  | Elődöntők                        | Elődöntők              | Elődöntők |                             |    | III. Hungarian Bowl | III. Hungarian Bowl | III. Hungarian Bowl |
|  | Elődöntők                        | Elődöntők              | Elődöntők |                             |    | III. Hungarian Bowl | III. Hungarian Bowl | III. Hungarian Bowl |
|  | 2007. 06. 16., Nagyerdei stadion |                        |           |                             |    |                     |                     |                     |
|  |                                  |                        |           |                             |    |                     |                     |                     |
|  | K1                               | Debrecen Gladiators    | 28        |                             |    |                     |                     |                     |
|  | K1                               | Debrecen Gladiators    | 28        | 2007. 07. 01., BVSC stadion |    |                     |                     |                     |
|  | NY2                              | Budapest Wolves 2      | 27        |                             |    |                     |                     |                     |
|  | NY2                              | Budapest Wolves 2      | 27        |                             |    | A1                  | Debrecen Gladiators | 12                  |
|  | 2007. 06. 24., Dózsa Sporttelep  |                        |           |                             |    | A1                  | Debrecen Gladiators | 12                  |
|  |                                  |                        | B1        | Győr Sharks                 | 42 |                     |                     |                     |
|  | NY1                              | Győr Sharks            | B1        | Győr Sharks                 | 42 | 42                  |                     |                     |
|  | NY1                              | Győr Sharks            |           |                             |    |                     |                     |                     |
|  | K2                               | Budapest Black Knights | 6         |                             |    |                     |                     |                     |
|  | K2                               | Budapest Black Knights | 6         |                             |    |                     |                     |                     |
|  |                                  |                        |           |                             |    |                     |                     |                     |

A döntő legértékesebb játékosa Schwarc Ferenc (Sharks) lett.

## Divízió II
Az újonnan megalakult másodosztályban 9 csapat játszott 3 csoportra osztva. A három csoportban mindenki 1-1 mérkőzést játszott, majd a csoportelsők, csoportmásodikok és csoportharmadikok 1-1 helyosztó csoportkört játszottak, szintén 1-1 mérkőzést.

### Keleti csoport
| #  | Csapat             | M | Gy | V | P+ | P– | %    |
| -- | ------------------ | - | -- | - | -- | -- | ---- |
| 1. | Nyíregyháza Tigers | 2 | 2  | 0 | 73 | 13 | 1,00 |
| 2. | Eger Heroes        | 2 | 1  | 1 | 18 | 32 | 0,50 |
| 3. | Miskolc Steelers   | 2 | 0  | 2 | 14 | 60 | 0,00 |

### Nyugati 1. csoport
| #  | Csapat                  | M | Gy | V | P+ | P–  | %    |
| -- | ----------------------- | - | -- | - | -- | --- | ---- |
| 1. | Budapest Cowboys        | 2 | 2  | 0 | 92 | 21  | 1,00 |
| 2. | Veszprém Wildfires      | 2 | 1  | 1 | 52 | 47  | 0,50 |
| 3. | Vörös Design Golden Fox | 2 | 0  | 2 | 35 | 111 | 0,00 |

### Nyugati 2. csoport
| #  | Csapat            | M | Gy | V | P+ | P– | %    |
| -- | ----------------- | - | -- | - | -- | -- | ---- |
| 1. | North Pest Vipers | 2 | 2  | 0 | 85 | 26 | 1,00 |
| 2. | Zala Predators    | 2 | 1  | 1 | 50 | 32 | 0,50 |
| 3. | Pécs Gringos      | 2 | 0  | 2 | 12 | 89 | 0,00 |

### 1–3. helyért
| #  | Csapat             | M | Gy | V | P+ | P– | %    |
| -- | ------------------ | - | -- | - | -- | -- | ---- |
| 1. | Budapest Cowboys   | 2 | 2  | 0 | 59 | 6  | 1,00 |
| 2. | North Pest Vipers  | 2 | 1  | 1 | 6  | 45 | 0,50 |
| 3. | Nyíregyháza Tigers | 2 | 0  | 2 | 6  | 20 | 0,00 |

### 4–6. helyért
| #  | Csapat             | M | Gy | V | P+ | P– | %    |
| -- | ------------------ | - | -- | - | -- | -- | ---- |
| 4. | Zala Predators     | 2 | 2  | 0 | 36 | 19 | 1,00 |
| 5. | Veszprém Wildfires | 2 | 1  | 1 | 20 | 24 | 0,50 |
| 6. | Eger Heroes        | 2 | 0  | 2 | 19 | 32 | 0,00 |

### 7–9. helyért
| #  | Csapat                  | M | Gy | V | P+ | P– | %    |
| -- | ----------------------- | - | -- | - | -- | -- | ---- |
| 7. | Vörös Design Golden Fox | 2 | 1  | 1 | 35 | 25 | 0,50 |
| 8. | Pécs Gringos            | 2 | 1  | 1 | 33 | 35 | 0,50 |
| 9. | Miskolc Steelers        | 2 | 1  | 1 | 24 | 32 | 0,50 |